# Метасома (морфология)

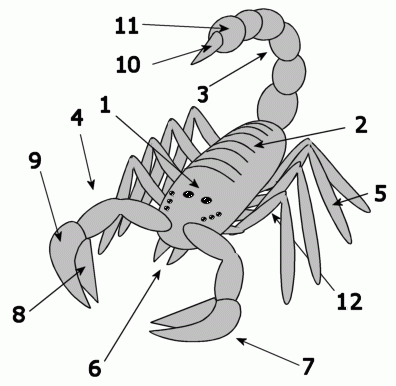
Анатомия скорпиона: 1 = просома; 2 = мезосома; 3 = метасома

Метасома стебельчатобрюхих перепончатокрылых

Метасо́ма (лат. metasoma) — задний отдел тела (тагма) у членистоногих.
У перепончатокрылых из подотряда стебельчатобрюхих (ос, пчёл, муравьёв) на стадии имаго и куколки метасомой называют отдел тела, образующийся при слиянии второго брюшного сегмента (стебелька, петиоля) и задних абдоминальных сегментов (собственно брюшко). В случае муравьёв в составе этой тагмы иногда выделяют постпетиоль. Первый абдоминальный сегмент (проподеум) входит в состав заднегруди (то есть сливается с мезосомой).
У скорпионов метасомой является хвостовая часть тела (постабдомен), которая оканчивается тельсоном с ядовитой иглой. Отдел, состоящий из шести сегментов метасомы (XIV—XIX), в старой литературе обозначался как «заднебрюшие». У мечехвостов и скорпионов мезосома сливается с метасомой, формируя опистосому.